# كريس بارنيل
توماس كريستوفر «كريس» بارنيل (بالإنجليزية: Chris Parnell) مواليد (5 فبراير، 1967) ممثل، كوميدي ومغني أمريكي. اشتهر بدوره ببرنامج قناة «NBC» الكوميدي ساترداي نايت لايف من 1998-2006، وبدور الدكتور ليو سبيسمان بمُسلسل 30 روك. كما يؤدي كريس صوت «سيريل فيغيس» بمُسلسل قناة FX «آرشر» وصوت جيري سميث بمسلسل ريك ومورتي. 

## نشأته
ولد بارنيل في مدينة ممفيس بولاية تينيسي، تخرج من مدرسة جيرمان تاون الثانوية ثم انتقل إلى كارولاينا الشمالية، إرتاد جامعة كارولاينا الشمالية وتخرج منها. رجع كريس بعد تخرجهُ إلى تينيسي ودرس التمثيل في مدرستهُ القديمة. بعدها انتقل إلى لوس أنجلوس ليسعى وراء مهنة التمثيل.

## سيرته المهنية

### سينما
| السنة | العنوان                     | الدور          | ملاحظات |
| ----- | --------------------------- | -------------- | ------- |
| 2004  | المذيع: أسطورة رون بورغاندي | غارث هوليداي   |         |
| 2007  | هوت رود                     | باري باستيرناك |         |
| 2009  | آلام المخاض                 | جيري           |         |
| 2012  | 21 شارع جامب                | غوردون         |         |
| 2012  | الديكتاتور                  | مقدم الاخبار   |         |
| 2012  | فندق ترانسلفانيا            | فلاي           | صوت     |
| 2013  | الهروب من كوكب الأرض        | هامر           | صوت     |
| 2013  | المذيع 2: الأسطورة تستمر    | غارث هوليداي   |         |
| 2015  | فندق ترانسلفانيا 2          | فلاي           | صوت     |
| 2015  | السخرية 6                   | مدير المصرف    |         |
| 2015  | الأخوات                     | فيل            |         |

### تلفاز
| السنة            | العنوان                       | الدور               | ملاحظات      |
| ---------------- | ----------------------------- | ------------------- | ------------ |
| 1997             | ساينفيلد                      | ستو كريسبي          | 1 حلقة       |
| 01-1998، 06-2002 | ساترداي نايت لايف             | عدة شخصيات          |              |
| 2000             | إد                            | كورتس موريس         |              |
| 2000             | اكبح حماسك                    | هانك                | 1 حلقة       |
| 2006             | 30 روك                        | الدكتور ليو سبيسمان |              |
| 2006             | يوريكا                        | الدكتور درامر       | 2 حلقات      |
| 2009             | آرشر                          | سيريل فيغيس         | صوت          |
| 2011             | سوبورغاتوري                   | فريد شاي            |              |
| 2011             | الفرقة السرية لمحاربة الأشرار | كايب كود            | 1 حلقة (صوت) |
| 2012             | ريك ومورتي                    | جيري سميث           | صوت          |
| 2012             | غرافيتي فولز                  | عدة شخصيات          | 2 حلقات      |
| 2013             | التاريخ الثمل                 | عدة شخصيات          | 4 حلقات      |
| 2013             | بروكلين ناين-ناين             | جيفري هويتسمان      | 2 حلقات      |
| 2014-الآن        | بوجاك هورسمان                 | المراسل             | 1 حلقة (صوت) |
| 2014             | غلي                           | ماريو               | 1 حلقة       |
|                  | فرندز                         | بوب                 | 1 حلقة       |
|                  | الدجاجة الآلية                | عدة شخصيات          | صوت          |

## وصلات خارجية
- كريس بارنيل على موقع IMDb (الإنجليزية)
- كريس بارنيل على موقع ميتاكريتيك (الإنجليزية)
- كريس بارنيل على موقع روتن توميتوز (الإنجليزية)
- كريس بارنيل على موقع ميوزك برينز (الإنجليزية)
- كريس بارنيل على موقع أول موفي (الإنجليزية)
- كريس بارنيل على موقع إن إن دي بي (الإنجليزية)
- كريس بارنيل على موقع أول ميوزيك (الإنجليزية)
- كريس بارنيل على موقع ديسكوغز (الإنجليزية)
- كريس بارنيل على موقع قاعدة بيانات الفيلم (الإنجليزية)